# Opisthoplites corallipes
Opisthoplites corallipes is een hooiwagen uit de familie Gonyleptidae.